# Pseudopanurgus dakotensis
Pseudopanurgus dakotensis là một loài Hymenoptera trong họ Andrenidae. Loài này được Timberlake mô tả khoa học năm 1977.